# Võtikvere
Võtikvere és una localitat del municipi de Mustvee en el Comtat de Jõgeva, Estònia, amb una població censada l'any 2019 de 83 habitants.
Està ubicada a l'est del comtat, a tocar de la costa noroccidental del llac Peipus, al sur del Comtat d'Ida-Viru i Comtat de Lääne-Viru i al nord del Comtat de Tartu.
La Vila del llibre de Võtikvere (Võtikvere Book Village, en anglès) és un festival anual de llibres a la parròquia de Torma, comtat de Jõgeva. És un saló de literatura a l'aire lliure.